# Davide Luppi
Davide Luppi (Trescore Balneario, 19 luglio 1990) è un calciatore italiano, attaccante della Poggese.

## Carriera
Da ragazzino giocava in una associazione calcistica dilettante di nome Due Ponti con sede a Carpi.
Nel 2008 passa dal settore giovanile del Bologna a quello del Sassuolo, con cui nella stagione 2008-2009 gioca nel Campionato Primavera. Fa il suo esordio tra i professionisti con il Manfredonia, società a cui viene ceduto in prestito nella stagione 2009-2010, nella quale segna 6 reti in 28 presenze in Lega Pro Seconda Divisione. A fine anno torna al Sassuolo, che per la stagione 2010-2011 lo cede in prestito al Viareggio, società di Lega Pro Prima Divisione, nella quale Luppi oltre a 2 gol in altrettante presenze in Coppa Italia Lega Pro realizza una rete in 24 presenze, giocando poi ulteriori 2 partite nei play-out, al termine dei quali la squadra toscana conquista la salvezza. Nell'estate del 2011 viene nuovamente ceduto in prestito, questa volta al Portogruaro: con la squadra veneta nel corso della stagione 2011-2012 gioca da titolare nel campionato di Lega Pro Prima Divisione, che termina con 30 presenze e 3 reti.
Nella stagione 2012-2013 rimane in rosa nel Sassuolo, con cui gioca il campionato di Serie B, che la squadra emiliana vince per la prima volta nella sua storia ottenendo la promozione in Serie A; nel corso della stagione Luppi dopo aver esordito con i neroverdi il 12 agosto 2012 giocando gli ultimi 17 minuti della partita di Coppa Italia vinta per 1-0 contro l'Avellino, gioca alcune partite con la squadra Primavera, riuscendo poi anche ad esordire in Serie B nel finale di stagione. A fine anno rimane svincolato e si accasa alla Correggese, formazione emiliana neopromossa in Serie D, con cui nella stagione 2013-2014 sfiora la promozione in Lega Pro, perdendo per 2-1 lo scontro diretto contro la Lucchese (poi arrivata prima in classifica con un punto di vantaggio sugli emiliani) all'ultima giornata di campionato, con un gol nei minuti di recupero; Luppi nel corso del campionato segna 29 reti in 27 presenze, andando poi a segno altre 3 volte in 2 partite nei play-off, nel corso dei quali la sua squadra vince la finale contro l'Akragas dopo i calci di rigore, non venendo comunque ripescata tra i professionisti.
Dopo la stagione a Correggio, Luppi firma un contratto triennale con il Modena, squadra emiliana di Serie B, con cui nella stagione 2014-2015 gioca nella serie cadetta, segnando una rete in 2 presenze in Coppa Italia e disputando 17 partite senza mai segnare in campionato; nella sessione invernale di calciomercato viene ceduto in prestito alla Pro Vercelli, con cui termina la stagione giocando altre 15 partite nella serie cadetta e realizzando le sue prime 3 reti in carriera in questa categoria. Torna poi per fine prestito al Modena, con cui nella stagione 2015-2016 gioca nuovamente nel campionato di Serie B, nel quale mette a segno 9 reti in 34 presenze; in seguito alla retrocessione in Lega Pro del Modena, il 2 luglio 2016 passa al Verona, club neoretrocesso in Serie B, in cambio del giocatore della Primavera dell'Hellas Salifu. Esordisce con i veneti il 5 agosto 2016, giocando da titolare nella partita del secondo turno di Coppa Italia, vinta per 2-1 in casa contro il Foggia (formazione di Lega Pro); nell'occasione segna anche il suo primo gol stagionale, realizzando la rete del momentaneo 1-1. In campionato segna 6 gol in 35 presenze e l'8 agosto 2017 passa in prestito con obbligo di riscatto ai liguri della Virtus Entella; segna 3 gol in 13 partite in campionato, interrompendo anzitempo la sua stagione a causa di una lesione all'adduttore della gamba destra, nel dicembre del 2017. Nell’ottobre del 2018 annuncia l’addio all’Entella con un post polemico su Instagram. Il 31 gennaio 2019 si accorda con la Viterbese in Serie C e tre giorni dopo al debutto al minuto 89 segna la rete del definitivo 2-0 contro il Siracusa; mette insieme in tutto 18 presenze e 2 gol. A fine stagione si svincola dal club ed il 20 agosto 2019 passa al Cittadella, in serie B: il 6 ottobre segna il suo primo gol con i veneti aprendo le marcature in casa della Cremonese nella partita vinta poi per 2-0.
Rimasto svincolato nell'autunno 2020 viene ingaggiato dalla neopromossa in Serie C Legnago, dove ritrova il tecnico ex Correggese Bagatti. Il 1º febbraio 2021 viene ceduto al Modena; gioca la sua prima partita stagionale con i Canarini il 2 febbraio, siglando la rete del pareggio finale contro la Triestina. Il 27 agosto del 2021 si trasferisce a titolo definitivo alla Feralpisalò. Il 22 agosto 2022 passa alla Torres, sempre in Serie C.
Il 19 gennaio 2023 viene ufficializzato il suo passaggio in prestito al Piacenza, sempre in terza serie. Terminato il prestito torna alla Torres, ma il 20 luglio seguente il club rossoblù, attraverso i propri canali, rende noto di aver trovato l'accordo con l'attaccante per la rescissione contrattuale.
Il 10 settembre 2023 viene ufficialmente annunciato come nuovo giocatore della Correggese, squadra iscritta al torneo emiliano di Eccellenza; rimasto poi svincolato, il 16 dicembre 2024 firma con la Poggese, club lombardo di Promozione.

## Statistiche

### Presenze e reti nei club
Statistiche aggiornate al 23 maggio 2023.
| Stagione        | Squadra             | Campionato      | Campionato | Campionato | Coppe nazionali | Coppe nazionali | Coppe nazionali | Coppe continentali | Coppe continentali | Coppe continentali | Altre coppe | Altre coppe | Altre coppe | Totale | Totale |
| Stagione        | Squadra             | Comp            | Pres       | Reti       | Comp            | Pres            | Reti            | Comp               | Pres               | Reti               | Comp        | Pres        | Reti        | Pres   | Reti   |
| --------------- | ------------------- | --------------- | ---------- | ---------- | --------------- | --------------- | --------------- | ------------------ | ------------------ | ------------------ | ----------- | ----------- | ----------- | ------ | ------ |
| 2009-2010       | Manfredonia         | 2D              | 28         | 6          | CI-LP           | 0               | 0               | -                  | -                  | -                  | -           | -           | -           | 28     | 6      |
| 2010-2011       | Viareggio           | 1D              | 24+2       | 1          | CI-LP           | 0+2             | 2               | -                  | -                  | -                  | -           | -           | -           | 28     | 3      |
| 2011-2012       | Portogruaro         | 1D              | 30         | 3          | CI+CI-LP        | 0               | 0               | -                  | -                  | -                  | -           | -           | -           | 30     | 3      |
| 2012-2013       | Sassuolo            | B               | 1          | 0          | CI              | 1               | 0               | -                  | -                  | -                  | -           | -           | -           | 2      | 0      |
| 2013-2014       | Correggese          | D               | 27+3       | 29+2       | CI-D            | 0               | 0               | -                  | -                  | -                  | -           | -           | -           | 30     | 31     |
| 2014-gen. 2015  | Modena              | B               | 17         | 0          | CI              | 2               | 1               | -                  | -                  | -                  | -           | -           | -           | 19     | 1      |
| gen.-giu. 2015  | Pro Vercelli        | B               | 15         | 3          | CI              | 0               | 0               | -                  | -                  | -                  | -           | -           | -           | 15     | 3      |
| 2015-2016       | Modena              | B               | 34         | 9          | CI              | 2               | 0               | -                  | -                  | -                  | -           | -           | -           | 36     | 9      |
| 2016-2017       | Verona              | B               | 35         | 6          | CI              | 3               | 1               | -                  | -                  | -                  | -           | -           | -           | 38     | 7      |
| 2017-2018       | Virtus Entella      | B               | 13         | 3          | CI              | 0               | 0               | -                  | -                  | -                  | -           | -           | -           | 13     | 3      |
| 2018-2019       | Viterbese Castrense | C               | 13+2       | 2          | CI-C            | 3               | 0               | -                  | -                  | -                  | -           | -           | -           | 18     | 2      |
| 2019-2020       | Cittadella          | B               | 18         | 2          | CI              | 1               | 0               | -                  | -                  | -                  | -           | -           | -           | 19     | 2      |
| 2020-feb. 2021  | Legnago             | C               | 11         | 3          | -               | -               | -               | -                  | -                  | -                  | -           | -           | -           | 11     | 3      |
| feb.-giu. 2021  | Modena              | C               | 17+2       | 4          | CI              | -               | -               | -                  | -                  | -                  | -           | -           | -           | 19     | 4      |
| Totale Modena   | Totale Modena       | Totale Modena   | 68+2       | 13         |                 | 4               | 1               |                    | -                  | -                  |             | -           | -           | 74     | 14     |
| 2021-2022       | Feralpisalò         | C               | 34+1       | 8          | CI-C            | 1               | 1               | -                  | -                  | -                  | -           | -           | -           | 36     | 9      |
| 2022-gen.2023   | Torres              | C               | 13         | 0          | CI-C            | 1               | 0               | -                  | -                  | -                  | -           | -           | -           | 14     | 0      |
| gen.-giu.2023   | Piacenza            | C               | 11         | 0          | CI-C            | -               | -               | -                  | -                  | -                  | -           | -           | -           | 11     | 0      |
| Totale carriera | Totale carriera     | Totale carriera | 341+10     | 75         |                 | 16              | 5               |                    | -                  | -                  |             | -           | -           | 367    | 96     |

## Palmarès

### Club

#### Competizioni nazionali
- Campionato italiano di Serie B: 1

Sassuolo: 2012-2013
- Coppa Italia Serie C: 1

Viterbese: 2018-2019